# Општина Калник (Алба)
Калник (рум. Câlnic) општина је у Румунији у округу Алба.
Oпштина се налази на надморској висини од 376 m.